# Un cadavere di troppo
Un cadavere di troppo (One Corpse Too Many) è un romanzo giallo storico di ambientazione medievale della scrittrice britannica Ellis Peters pubblicato nel 1979, secondo della serie in cui indaga il monaco benedettino fratello Cadfael.
È stato pubblicato per la prima volta in Italia nel 1981, con il titolo Un morto in più, fratello Cadfael, come n. 1671 della collana poliziesca Il giallo Mondadori.

## Trama
Durante la conta dei cadaveri avvenuta dopo una battaglia alle porte di Shrewsbury, viene scoperto il cadavere di un giovane che nulla aveva a che fare con lo scontro. Fratello Cadfael indaga sul misterioso omicidio, mentre infuria la guerra civile fra re Stefano e l'imperatrice Maud. È in quest'opera, ambientata nell'estate del 1138, che nasce l'amicizia tra fratello Cadfael e Hugh Beringar.

## Adattamento televisivo
Nella serie televisiva britannica Cadfael – I misteri dell’abbazia, prodotta dalla ITV, ogni episodio è la trasposizione di uno dei romanzi che hanno come protagonista il monaco benedettino.  Un cadavere di troppo è stato il primo episodio trasmesso.

## Edizioni italiane
- Ellis Peters, Un morto in più, fratello Cadfael, traduzione di Elsa Pelitti, collana Il Giallo Mondadori, n. 1671, Mondadori, 1981,  p. 230.
- Ellis Peters, La bara d'argento - Un cadavere di troppo. Ediz. a caratteri grandi, Collana: Relax. Leggi senza fatica, n.9, Milano, TEA, 2008,  p. 562, ISBN 978-88-502-1586-7.
- Ellis Peters, Un cadavere di troppo, traduzione di Elsa Pelitti, Milano, TEA, 1990,  p. 230, ISBN 88-7819-081-0.
- Ellis Peters, Un cadavere di troppo, a cura di Ivana Bosio e Elena Schiapparelli. Collana: Topo di Biblioteca, n. 7, Torino, Editrice Piccoli - Edizioni Il Capitello, 2000,  p. 304, ISBN 88-261-7111-4.
- Ellis Peters, Un cadavere di troppo, traduzione di Elsa Pelitti, Milano, TEA, 2011,  p. 230, ISBN 978-88-502-2460-9.